# Vilseck
Vilseck település Németországban, azon belül Bajorországban. Lakosainak száma 6920 fő (2023. december 31.).

## Népesség
A település népessége az elmúlt években az alábbi módon változott:
| Lakosok száma | 1109 | 2112 | 5623 | 5541 | 5926 | 5877 | 5937 | 5947 | 6540 | 6920 |
|               | 1875 | 1950 | 1975 | 1987 | 2012 | 2014 | 2016 | 2017 | 2021 | 2023 |